# 和占钧
和占钧（1946年6月—），男，纳西族，云南丽江人，中华人民共和国政治人物，曾任云南省人民检察院检察长，云南省政协副主席。